# Philippe Galli
Pour les articles homonymes, voir Galli.
Philippe Galli, né le 8 juillet 1956 à Strasbourg (Bas-Rhin), est un enseignant et un haut fonctionnaire français. Il est nommé directeur de l'administration pénitentiaire le 18 septembre 2016, fonction dont il démissionne le 31 mars 2017.
Il est préfet de la Corrèze, de Loir-et-Cher, de l'Ain, puis de la Seine-Saint-Denis. Sa façon de s'en prendre à la chaîne de télévision France 3, l'accusant d'avoir envenimé des événements survenus à Saint-Aignan en 2010, a été commentée par une grande partie de la presse française.

## Biographie

### Enfance
Né le 8 juillet 1956 à Strasbourg (Bas-Rhin), Philippe Galli est issu d'une famille originaire d'Italie qui s'installe en Alsace vers 1880. À propos de ses attaches alsaciennes, Philippe Galli affirme d'ailleurs avoir appris l'alsacien avant le français.

### Carrière
Philippe Galli devient instituteur en 1976, avant de devenir attaché d’administration scolaire et universitaire puis inspecteur de la Jeunesse et des Sports en 1985.
Sorti de l'École nationale d'administration en 1988 (promotion « Montaigne »), il occupe par la suite diverses fonctions administratives, au sein du Ministère de l'Intérieur :
- directeur de cabinet du préfet de la région Bourgogne et secrétaire général pour l'administration de la police pour les régions Bourgogne et Franche-Comté en 1990 ;
- sous-préfet de Ribeauvillé (Haut-Rhin) en 1991 ;
- adjoint au responsable chargé de l'animation commerciale en région à la direction des activités bancaires et financières de la Caisse des dépôts et consignations en 1994 ;
- directeur général adjoint des services régionaux d'Alsace en 1996 ;
- directeur général des services départementaux du Haut-Rhin en 1998 ;
- sous-directeur des finances locales et de l'action économique à la direction générale des collectivités locales au ministère de l'intérieur, en 2002.

Philippe Galli est nommé préfet de la Corrèze (du 7 décembre 2005 au 24 juin 2008) puis du Loir-et-Cher (du 16 juillet 2008 au 29 septembre 2010), de l'Ain (29 septembre 2010 au 5 juin 2013) et de la Seine-Saint-Denis (juin 2013 à septembre 2016). Il est également maître de conférence à l'Institut d'études politiques (IEP) de Strasbourg et à l'ENA.
Le 18 septembre 2016, Philippe Galli est nommé directeur de l'administration pénitentiaire. Sur fond de crise au sein des prisons et dans la réorganisation de l'administration pénitentiaire, Philippe Galli présente le 31 mars 2017 sa démission au Garde des sceaux Jean-Jacques Urvoas, qui l'accepte.
Il est également membre du club Le Siècle, réunissant des personnalités politiques, des journalistes et des membres de la haute-administration.

## Polémique autour des émeutes de Saint-Aignan
Le 2 octobre 2010, Philippe Galli, alors préfet de Loir-et-Cher, prononce un discours, au cours du congrès des maires du département, mettant en cause France 3 et la nature de son traitement informatif lors des émeutes de gens du voyage en juillet 2010 à Saint-Aignan,. Le préfet accuse les journalistes de France 3 de collusion avec les auteurs des incidents du 18 juillet :

« L’examen des faits montre que la manifestation spontanée de colère s’avère être une opération de communication montée par deux familles de la communauté des gens du voyage avec la complicité de notre chaîne de télévision régionale, dont le seul but aura été de donner en spectacle des exactions pour les uns et de réaliser une opération commerciale en vendant les images aux chaînes nationales pour l’autre »

— Philippe Galli, le 2 octobre 2010
Ce discours provoque une vive réaction de la part des syndicats du personnel de France 3 et la désapprobation de France Télévisions.

## Publication
En mars 2012, il participe avec le collectif Cette France-là, à la rédaction de l'ouvrage Sans-papiers et préfets au sujet de la thématique de la politique d’immigration et d'une éventuelle culture du résultat inhérente à celle-ci.
- Ouvrage collectif (Cette France-là), Sans-papiers et préfets : la culture du résultat en portraits, Paris, La Découverte, mars 2012, 160 p. (ISBN 978-2-7071-7330-0, présentation en ligne)

## Décorations
- Chevalier de la Légion d'honneur (2007)[13].
- Officier de l'ordre national du Mérite (2015, chevalier en 1999)[14],[15].